# Crithagra gularis
Crithagra gularis е вид птица от семейство Чинкови (Fringillidae).

## Разпространение
Видът е разпространен в Ангола, Бенин, Ботсвана, Буркина Фасо, Гана, Гвинея, Зимбабве, Камерун, Демократична република Конго, Кот д'Ивоар, Кения, Лесото, Мали, Мозамбик, Нигер, Нигерия, Сиера Леоне, Судан, Свазиленд, Того, Уганда, Централноафриканската република, Южна Африка и Южен Судан.